# Ottavio Thaon di Revel
Pour les articles homonymes, voir Famille Thaon de Revel, Thaon (homonymie) et Revel.
Ottavio Thaon di Revel né à Turin, le 26 juin 1803, mort le 9 février 1868 à Turin (Italie), était un homme politique et ministre des finances du royaume de Sardaigne sous le règne de Charles-Albert de Sardaigne.

## Biographie
Ottavio, fils de Ignazio Thaon di Revel seigneur de Castelnuovo, comte de Pralungo est secrétaire d'État aux affaires étrangères du royaume de Sardaigne le 9 mai 1835. Il est élu en 1848 député du collège d'Utelle au parlement du royaume de Sardaigne. Il est nommé secrétaire d'État aux affaires étrangères le 24 août 1844, puis ministre des finances du  16 mars 1848 au 27 juillet 1848  et du 19 août 1848  au 15 décembre 1848.

## Décorations
- Grand Cordon de l'Ordre des Saints-Maurice-et-Lazare de 1847
- Grand Croix de l'Ordre de Saint - Joseph (Grand-Duché de Toscane)
- Commandant de  l'Ordre de Saint-Jean-de-Jérusalem
- Grand Croix  de l'Ordre de  l'Aigle rouge
- Officier de l'Ordre de Saint-Stanislas (Empire russe)
- Cavaliere di dell'Ordine Piano